# Crușeț, Gorj
Crușeț este satul de reședință al comunei cu același nume din județul Gorj, Oltenia, România.